# Prezydenci Gorzowa Wielkopolskiego
Prezydenci Gorzowa Wielkopolskiego po 1945:
- 29 marca 1945 – 30 maja 1947 – Piotr Wysocki
- 30 maja 1947 – 15 września 1949 – Zygfryd Kujawski
- 17 września 1949 – 30 maja 1952 – Andrzej Polus
- 30 maja 1952 – 8 czerwca 1954 – Zbigniew Haśko
- 31 sierpnia 1954 – 22 września 1956 – Czesław Bezdziecki
- 18 października 1956 – 12 lutego 1958 – Roman Baran
- 12 lutego 1958 – 8 marca 1969 – Zenon Bauer
- 8 marca 1969 – 9 grudnia 1973 – Jan Telec
- 19 grudnia 1973 – 15 czerwca 1978 – Henryk Kempa
- 16 czerwca 1978 – 15 kwietnia 1982 – Włodzimierz Kiernożycki
- 16 kwietnia 1982 – 31 stycznia 1984 Mariusz Erdman
- 1 lutego 1984 – 21 grudnia 1985 – Benedykt Wiśniewski
- 30 grudnia 1985 – 30 listopada 1988 – Krzysztof Spychaj
- 16 grudnia 1988 – 20 czerwca 1990 – Andrzej Szewczyk
- 20 czerwca 1990 – 8 kwietnia 1992 – Nikodem Wolski
- 16 kwietnia 1992 – 24 sierpnia 1994 – Lech Marek Gorywoda
- 24 sierpnia 1994 – 15 czerwca 1998 – Henryk Maciej Woźniak
- 15 czerwca 1998 – 30 października 1998 – Bogusław Andrzejczak
- 30 października 1998 – 1 grudnia 2014 – Tadeusz Jędrzejczak
- 1 grudnia 2014 – obecnie – Jacek Wójcicki